# Marindvor
Marindvor is een plaats in de gemeente Požega in de Kroatische provincie Požega-Slavonië. De plaats telt 138 inwoners (2001).